# Ros Dumhach
Ros Dumhach (en anglès Rossport) és una vila d'Irlanda, a la Gaeltacht de Iorras, al comtat de Mayo, a la província de Connacht. Es troba a la baronia d'Erris i a la parròquia de Kilcommon. Es troba a la vora de la badia de Broadhaven Bay en la confluència de tres rius (Muingnabo, Glenamoy i Gweedaney) que van a la badia de Sruth Fada Conn. Té una àrea de 5,42 km².

## Història
El llogaret era possessió del clan Barrett el 1636. Cap al 1707 li fou entregat al comerciant de Sligo Thomas Bournes. qui el 1727 va transferir els seus interessos al seu germà George. El 1756 aquest es va establir al llogaret de Ros Dumhach. Durant la Gran Fam Irlandesa els quàquers hi van enviar tones de menjar per als agricultors famèlics. Cap al 1881 la família Bournes va marxar cap a Londres. El 1959 s'hi va construir una escola de Gael Linn, que el 1968 esdevingué l'escola de secundària Colaiste Chomain.
El 2005 el poble esdevingué famós quan cinc habitants de l'indret (els Rossport Five) foren empresonats per negar-se a permetre a la Royal Dutch Shell el pas per les seves terres per tal de construir-hi canonades per a transportar gas natural per a poble des del camp de gas de Corrib. L'audiència oral a l'An Bord Pleanala celebrada a l'estiu de 2009 a l'hotel Broadhaven Bay a Béal an Mhuirthead van declarar aquesta ruta inacceptable per raons de seguretat. Shell va elaborar propostes per portar la canonada fins a la badia Sruth Fada Conn, que es van presentar a un An Bord Pleanala el maig de 2010. El 31 de maig de 2010 An Bord Pleanala va rebre una nova Declaració d'impacte ambiental
En 2007 el nadiu de Ros Dumhach Willie Corduff va guanyar el Premi Mediambiental Goldman per la seva oposició al projecte de gas Corrib.
En 2011 el documental de Risteard O'Domhnaill The Pipe fou premiat en el Festival de Cinema Verd de Leicester, Anglaterra.